# Полянский, Виталий Александрович
Вита́лий Алекса́ндрович Поля́нский (26 января 1981, Днепропетровск) — украинский и канадский дзюдоист тяжёлой весовой категории, выступал за сборные Украины и затем Канады на всём протяжении 2000-х годов. Участник летних Олимпийских игр в Афинах, бронзовый призёр Универсиады в Бангкоке, победитель многих турниров национального и международного значения. Мастер спорта Украины международного класса.

## Биография
Виталий Полянский родился 26 января 1981 года в городе Днепропетровске Украинской ССР.
На юниорском уровне впервые заявил о себе в сезоне 2000 года, когда в полутяжёлой весовой категории выиграл бронзовую медаль на чемпионате Европы. Год спустя дебютировал на взрослом Кубке мира, занял седьмое место на этапе в Мюнхене. В 2003 году был пятым и седьмым на этапах мирового кубка в Тбилиси и Риме соответственно, после чего поднялся в тяжёлый вес.
На чемпионате Украины по дзюдо 2004 года в Днепропетровске занял среди тяжеловесов второе место. Благодаря череде удачных выступлений удостоился права защищать честь страны на летних Олимпийских играх 2004 года в Афинах — взял здесь верх над первым своим соперником, но затем на стадии 1/16 финала проиграл итальянцу Паоло Бьянкесси. В утешительных поединках за третье место потерпел поражение от титулованного корейца Ким Сонбома и таким образом попасть в число призёров не смог.
После афинской Олимпиады остался в основном составе украинской национальной сборной и продолжил принимать участие в крупнейших международных турнирах. Так, на украинском первенстве 2005 года в Донецке победил сразу в двух дисциплинах, в абсолютной и тяжёлой весовых категориях.
В 2006 году Полянского уличили в применении допинга, в его организме был обнаружен запрещённый препарат станазалол. После окончания годичной дисквалификации он вернулся в большой спорт и в 2007 году стал бронзовым призёром летней Универсиады в Бангкоке. В следующем сезоне на чемпионате Украины в Харькове был третьим в тяжёлом весе. За выдающиеся спортивные достижения удостоен почётного звания «Мастер спорта Украины международного класса».
После выступления на этапах Кубка мира в 2009 году эмигрировал в Канаду и принял канадское гражданство. Представлял канадскую сборную на нескольких международных турнирах, в частности одержал победу на открытых чемпионатах Онтарио и Квебека, в 2010 году стал чемпионом Канады в тяжёлой весовой категории.
Ныне проживает в Торонто, работает тренером в собственном клубе дзюдо «Тайфу».